# Procelsterna
Procelsterna är ett släkte i familjen måsfåglar inom ordningen vadarfåglar. Släktet omfattar endast de två arterna grå noddy (Procelsterna cerulea) och blek noddy (Procelsterna albivitta). DNA-studier visar dock att de är nära släkt med övriga noddyer i släktet Anous, varför de allt oftare placeras där istället.
De båda arterna är gråfärgade tärnliknande fåglar som lever i tropiska hav och häckar i kolonier. De födosöker genom att plocka upp småfisk från ytan.